# Эту-Тёёлё
Эту-Тёёлё (фин. Etu-Töölö, швед. Främre Tölö, букв. «передний Тёёлё») — район Хельсинки, входящий в его расширенный центр. Получил административную автономию в результате разделения исторического района Тёёлё на две части в 1959 году и стал 13 районом финской столицы. 82 % населения финноязычные, 12 % говорят по-шведски, носители других языков составляют 6 % населения.